# Dioscorea subtomentosa
Dioscorea subtomentosa là một loài thực vật có hoa trong họ Dioscoreaceae. Loài này được Miranda mô tả khoa học đầu tiên năm 1941.